# Переясловка (Красноярский край)
Переясловка— село в Рыбинском районе Красноярского края. Административный центр и единственный населённый пункт Переясловского сельсовета.

## География
Село находится на расстоянии примерно в 43 км (по прямой) к юго-востоку от города Заозёрный, административного центра района.

### Климат
Климат резко континентальный. Зима суровая, средние температуры января составляют –19—21 °С, критические — от –45 до –52 °С. Лето преимущественно жаркое, солнечное, со средними температурами июля +19—25 °С, максимальные: +34—38 °С.

## История
Село основано в 1893 году под названием Переяславка. В 1926 году проживало 2104 жителя, преимущественно украинцев.

## Население
| 2010 | 2012  | 2013  | 2014  | 2015  | 2016  | 2017  |
| ---- | ----- | ----- | ----- | ----- | ----- | ----- |
| 1255 | ↘1205 | ↗1210 | ↗1211 | ↗1224 | ↘1223 | ↘1222 |

### Национальный состав
Согласно результатам переписи 2002 года, в национальной структуре населения русские составляли 94 % из 1411 чел.

## Улицы
| - ул. Березанская, - ул. Б. Хмельницкого, - ул. Воссоединения, - ул. Горняцкая, | - ул. Киевская, - ул. Комсомольская, - ул. Космонавтов, - ул. Ленина, | - ул. Мира, - ул. Полтавская, - ул. Советская, - ул. Шевченко. |